# Leucania pallens
Leucania pallens är en fjärilsart som beskrevs av Carl von Linné 1758. Leucania pallens ingår i släktet Leucania och familjen nattflyn. Inga underarter finns listade i Catalogue of Life.